# Satu Barbă, Bihor
Satu Barbă (în maghiară Újbártfalva) este un sat în comuna Abram din județul Bihor, Crișana, România.

 Acest articol despre o localitate din județul Bihor este deocamdată un ciot. Puteți ajuta Wikipedia prin completarea lui.